# Golpe de misericórdia
A expressão golpe de misericórdia (em francês:  coup de grâce, em inglês:  mercy shot) significa um golpe, tiro ou outra ação feita com intenção de acabar com o sofrimento de uma pessoa ou animal ferido com gravidade e em agonia. Quando aplicado a humanos, o golpe pode referir-se à execução de civis ou soldados, amigos e inimigos, com ou sem consentimento da vítima.
No contexto de uma execução por arma de fogo, significa atirar no coração ou na região temporal de alguém já baleado, mas ainda vivo durante uma execução militar ou civil. Em tempos de guerra, pode também ser usada para referir-se ao tiro (ou outra forma de morte) de alguém seriamente ferido, seja amigo ou inimigo, que não haja esperança de sobrevivência, ou para quem o socorro médico não pode ser conseguido.
Pode também referir-se à decapitação imediata que segue ao “seppuku” do samurai.
É usada muitas vezes de modo figurado para descrever eventos que culminam com o desaparecimento de alguma entidade, por exemplo: “O negócio vinha definhando há anos, o golpe de misericórdia foi a repentina subida dos preços do petróleo”.